# Jody Campbell
Jodocus "Jody" David Campbell (Bellflower (Califórnia), 4 de março de 1960) é um ex-jogador de polo aquático estadunidense, medalhista olímpico.

## Carreira
Jody Campbell fez parte dos elencos medalha de prata de Los Angeles 1984 e Seul 1988.